# Alex Proyas
Alexander «Alex» Proyas (Alejandría, 23 de septiembre de 1963) es un director de cine, escritor y productor australiano. Es director de numerosos vídeos musicales y comerciales, frecuentemente en asociación con Patrick Tatopoulos.

## Carrera
Nacido en Egipto de padres griegos, a la edad de tres años se trasladó con su familia a Sídney, Australia. 
Su primer trabajo como director fue un proyecto de adaptación al cine del cómic The Crow con el actor Brandon Lee. Lee murió en un accidente durante el rodaje, solo ocho días antes de terminar el mismo, en marzo de 1993. Después de la muerte de Lee, Proyas se propuso finalizar la película como homenaje al actor fallecido, para lo que usó dobles y efectos especiales que le permitieran acabar la película. El cuervo fue finalmente estrenada en mayo de 1994.
En 1998, dirigió la película de ciencia ficción y suspenso Dark City, que obtuvo varios premios. En 2004 dirigió Yo, robot, basada en la obra homónima de Isaac Asimov, con Will Smith como actor principal.

## Filmografía

### Películas
- 1994: El cuervo
- 1998: Dark City
- 2002: Garage Days
- 2004: Yo, robot
- 2009: Señales del futuro (Knowing)
- 2016: Dioses de Egipto